# Équipe du Venezuela de baseball
Uniformes
L'équipe du Venezuela de baseball représente le Venezuela lors des compétitions internationales, comme le Classique mondiale de baseball, les Jeux olympiques ou la Coupe du monde de baseball notamment.
Lors des Jeux Panaméricains 2007 à Rio de Janeiro, les Vénézuélien ne parviennent pas à s'extraire des poules et ne jouent pas les demi-finales.

## Palmarès
Jeux olympiques
- 1992 : non qualifiée
- 1996 : non qualifiée
- 2000 : non qualifiée
- 2004 : non qualifiée
- 2008 : non qualifiée

Classique mondiale de baseball
- 2006 : éliminée au 2e tour
- 2009 :  3e
- 2013 : éliminée au 1er tour
- 2017 : éliminée au 2e tour
- 2023 : Quarts de finale

Coupe du monde de baseball
| - 1940 : 4e - 1941 : 1er - 1942 : 3e - 1943 : non qualifiée - 1944 : 1er - 1945 : 1er - 1947 : 5e - 1948 : non qualifiée - 1950 : 3e - 1951 : 2e - 1952 : 6e - 1953 : 2e |  | - 1961 : 3e - 1965 : non qualifiée - 1969 : 4e - 1970 : 6e - 1971 : non qualifiée - 1972 : non qualifiée - 1973 : 3e - 1974 : non qualifiée - 1976 : non qualifiée - 1978 : non qualifiée - 1980 : 7e - 1982 : non qualifiée |  | - 1984 : 9e - 1986 : 7e - 1988 : non qualifiée - 1990 : 12e - 1994 : non qualifiée - 1998 : non qualifiée - 2001 : non qualifiée - 2003 : non qualifiée - 2005 : non qualifiée - 2007 : 11e - 2009 : 7e |

Jeux panaméricains
- 1955 :  3e
- 1959 :  1er
- 1975 :  3e

Coupe intercontinentale de baseball
| - 1973 : non qualifiée - 1975 : non qualifiée - 1977 : 9e - 1979 : non qualifiée - 1981 : non qualifiée - 1983 : non qualifiée |  | - 1985 : non qualifiée - 1987 : non qualifiée - 1989 : non qualifiée - 1991 : non qualifiée - 1993 : non qualifiée - 1995 : non qualifiée |  | - 1997 : non qualifiée - 1999 : non qualifiée - 2002 : 6e - 2006 : non qualifiée |